# Cascada Bigăr
Der Bigăr-Wasserfall (rumänisch Cascada Bigăr) ist ein Wasserfall des etwa 200 Meter langen Baches Bigăr auf dem Gebiet der Gemeinde Bozovici im Kreis Caraș-Severin in Rumänien. Die Umgebung des Baches einschließlich Wasserfall und Quelle ist unter der Bezeichnung Izvorul Bigăr (deutsch Bigăr-Quelle; auch bekannt als Izbucul Bigăr) ein Naturschutzgebiet der IUCN-Kategorie IV. Der Bach mündet über die Miniș in die Nera und schließlich in die Donau.

## Naturschutzgebiet
Das Naturschutzgebiet wurde 1982 gegründet und zuletzt im Jahre 2000 gesetzlich festgeschrieben. Es umfasst eine Fläche von 176,60 Hektar und gehört zum Nationalpark Cheile Nerei - Beușnița. Es handelt sich um ein hügeliges Gebiet mit Quellen, Schluchten, Kalkfelsen, Tälern, Abgründen, Dolinen, Höhlen, Lichtungen und Wiesen. Die Fauna besteht aus Säugetieren (Braunbär, Luchs, Wolf, Fuchs), Vögeln, Reptilien, Fröschen und Fischen. Die Flora ist charakteristisch für das Banater Gebirge und besteht u. a. aus Walnuss, Türkischem Hasel, Stechendem Mäusedorn und Pfingstrosen.

## Quelle
Der Bigăr entspringt aus einer starken Quelle, daher rührt der Name Izbuc (deutsch „ich platze heraus“). Die Quelle wird von einem unterirdischen Wasserlauf gespeist, der durch die gleichnamige Höhle im Anina-Gebirge verläuft.

## Wasserfall
Nach etwa 200 Metern fließt das kalkhaltige Quellwasser von einer felsigen Schwelle in den Fluss Miniș und bildet einen Wasserfall aus Travertin bzw. Kalktuff, der Bigăr-Wasserfall genannt wird.

## Lage
Der 45. Breitengrad verläuft nördlich des Wasserfalls, was durch eine Infotafel dokumentiert ist.

## Bedeutung
Im September 2010 beschrieb zum ersten Mal ein internationaler Reiseführer, nämlich National Geographic Traveller – Rumänien, den Wasserfall für Touristen. Als 2013 die Website World Geography eine Liste der beeindruckendsten Wasserfälle der Welt zusammenstellte, stand die Cascada Bigăr an erster Stelle.

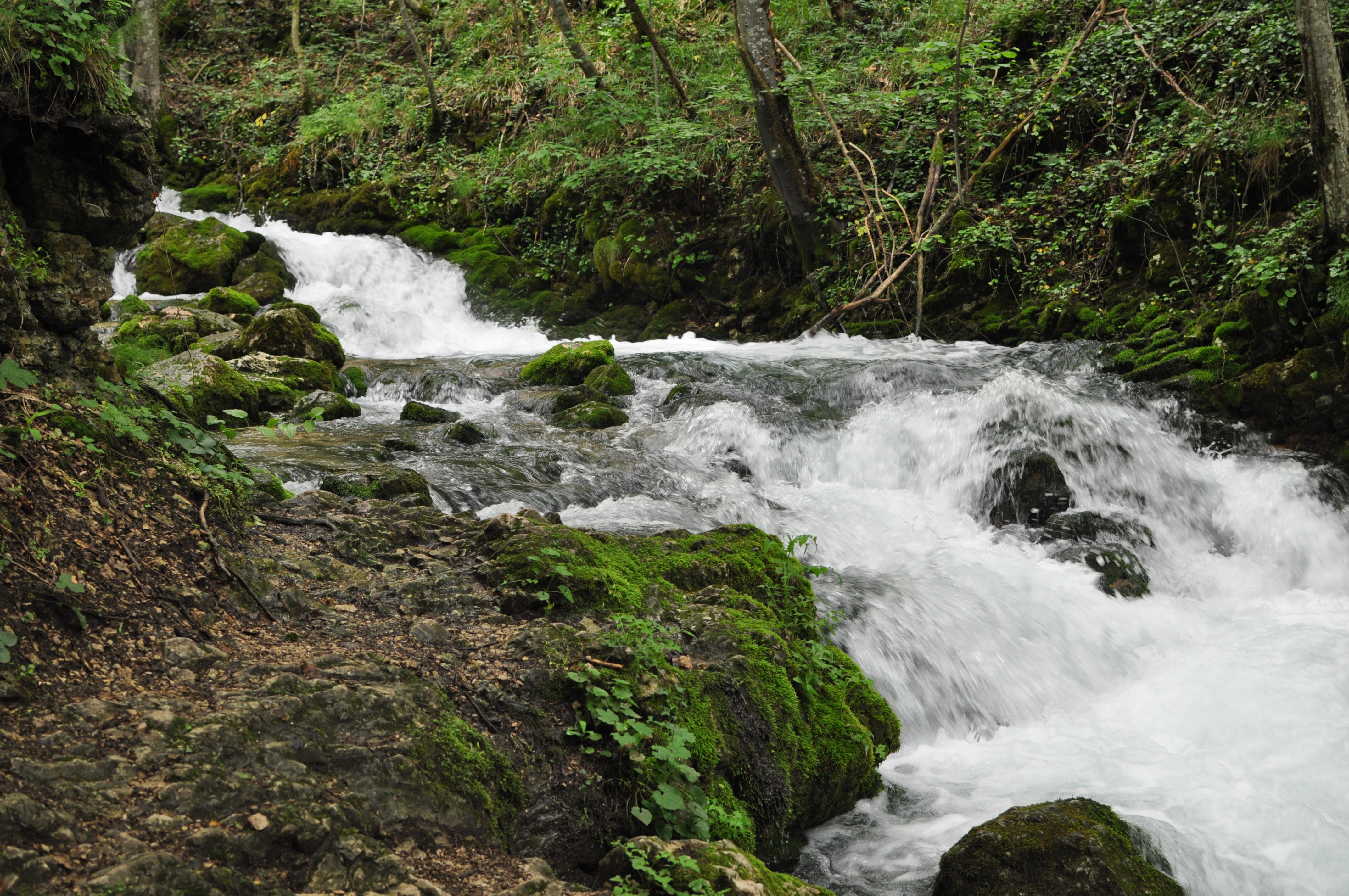
Bigăr-Quelle
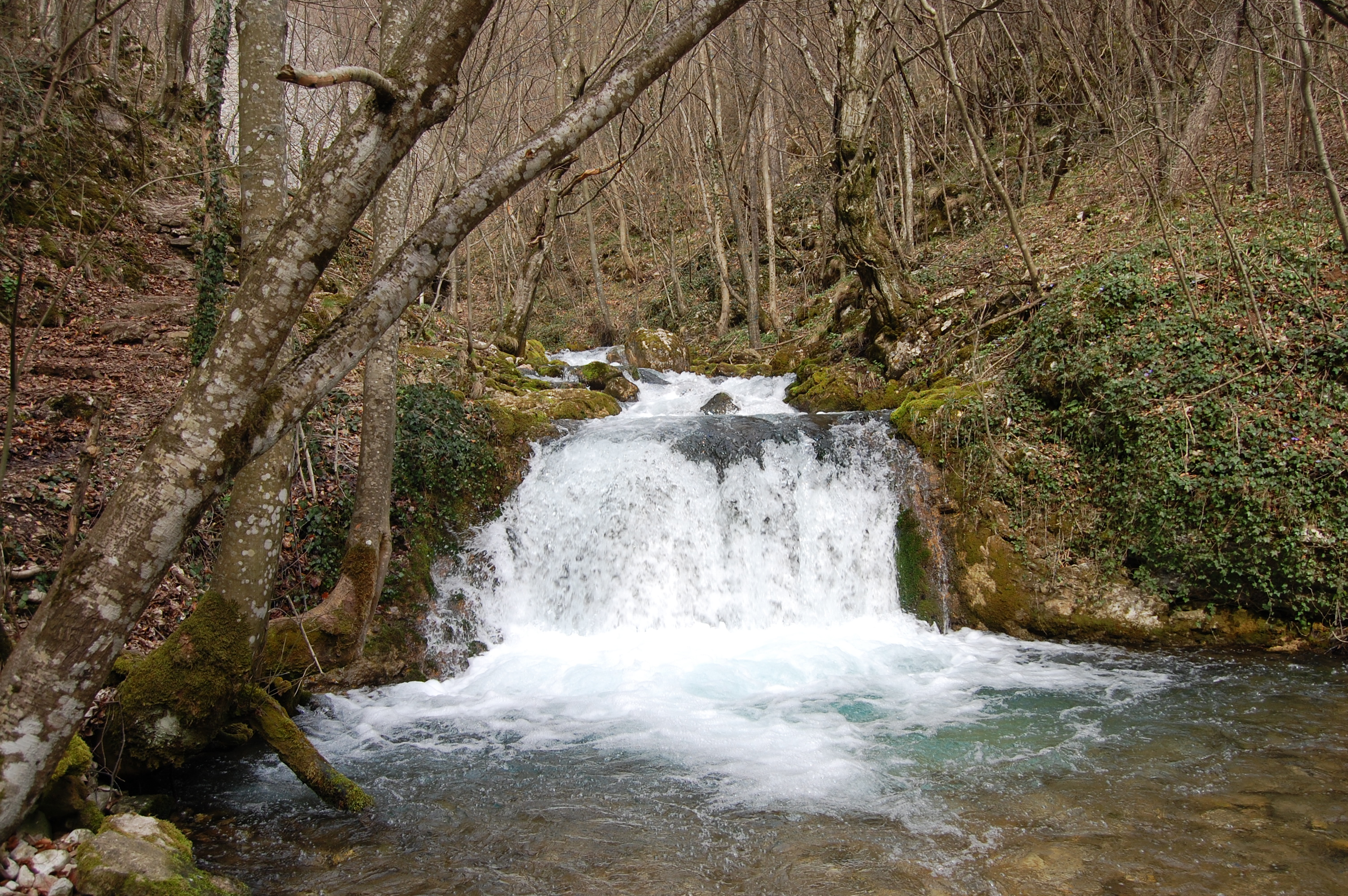
Kaskade am Bigăr-Bach
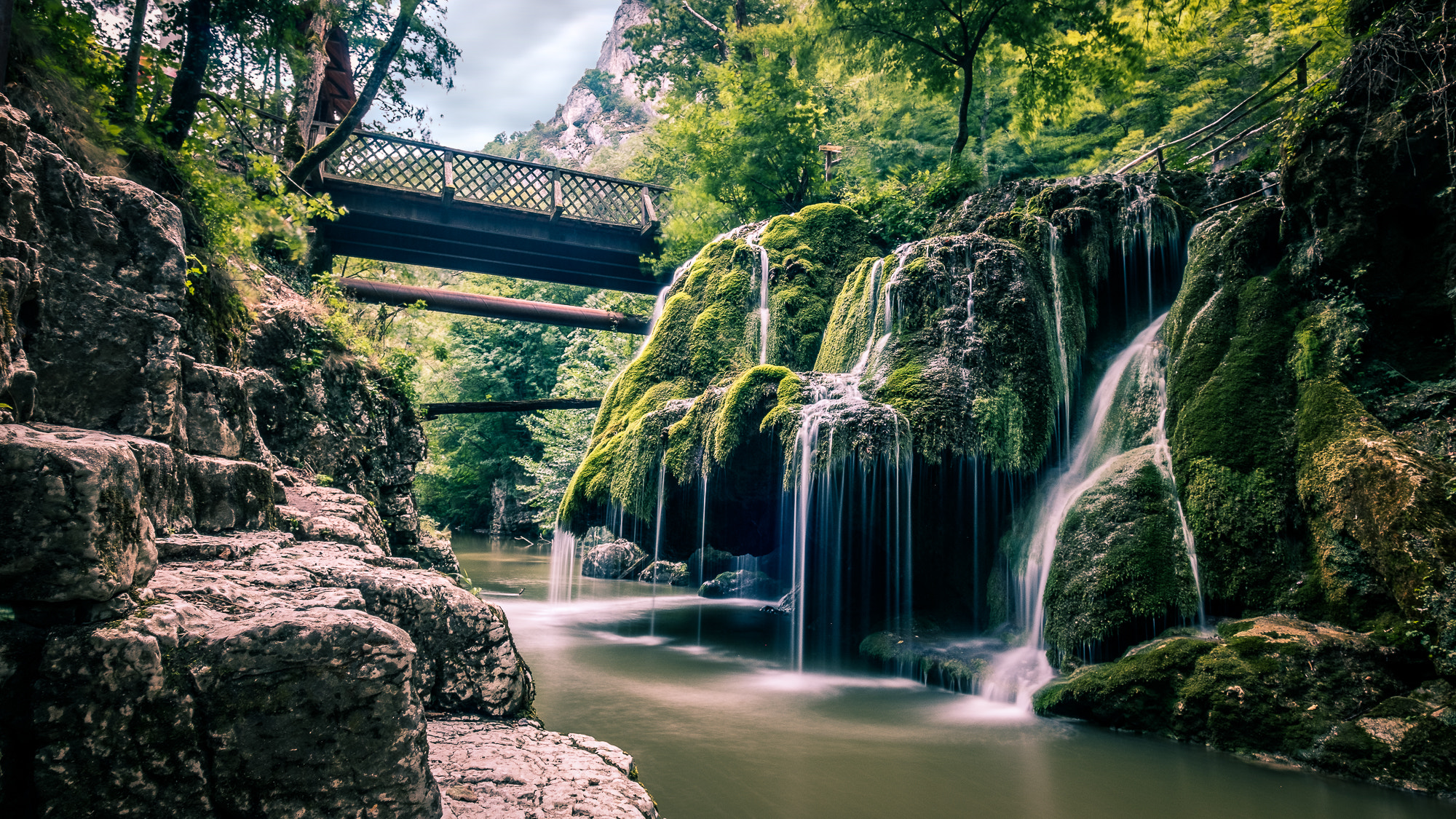
Bigăr-Wasserfall mit Umgebung
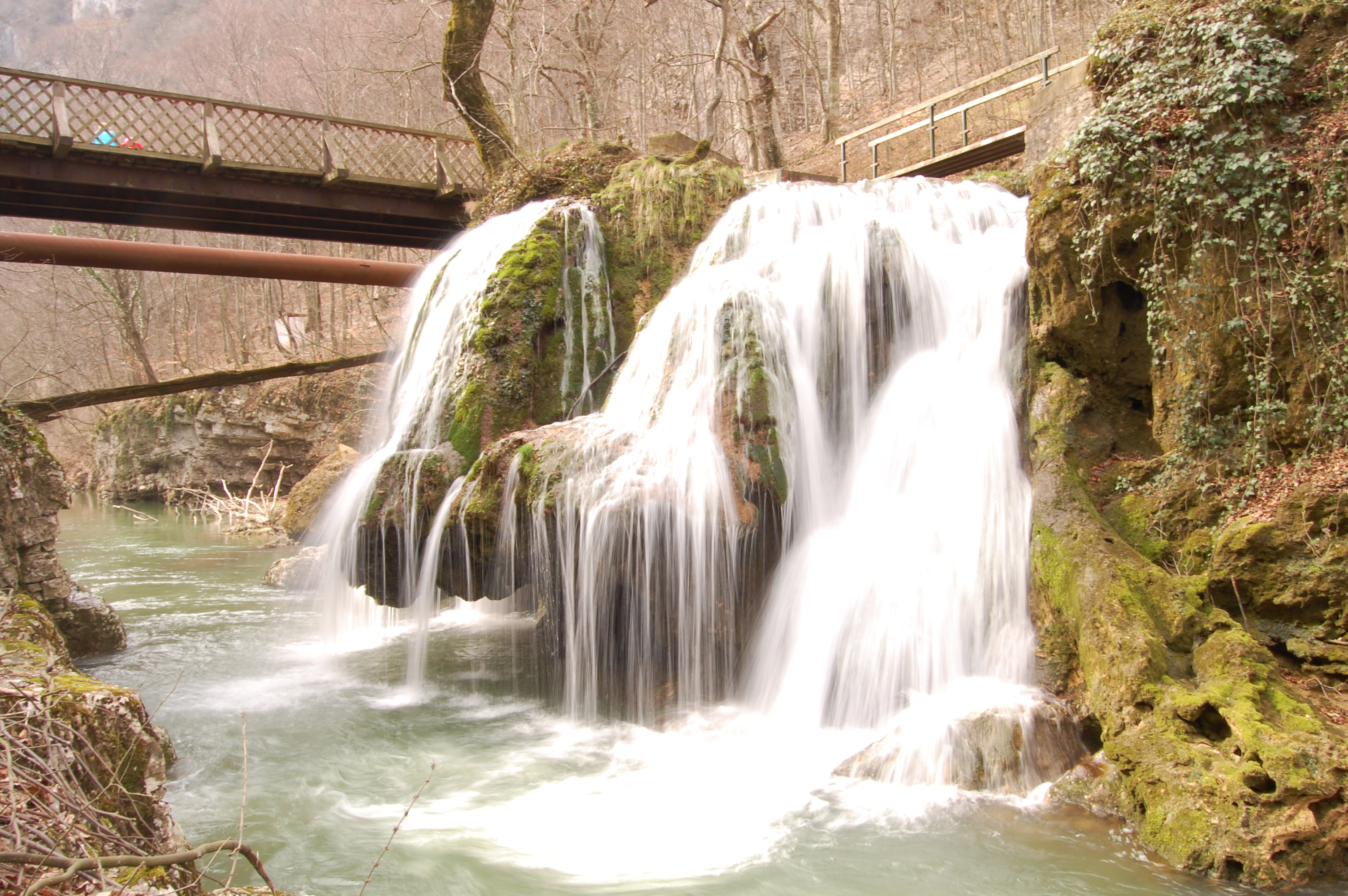
Bigăr-Wasserfall bei hohem Wasserstand
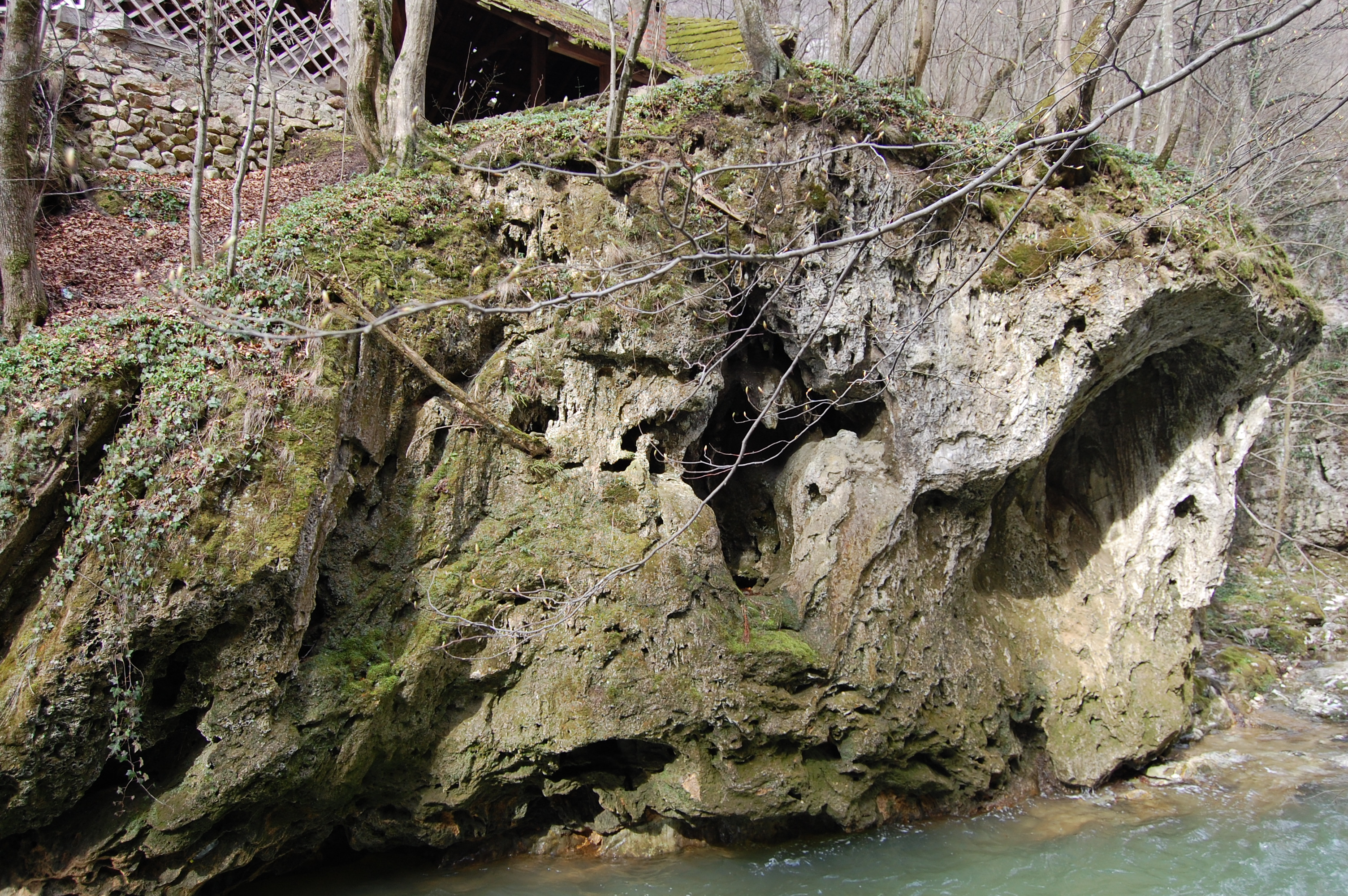
Kalktuffstein am Bigăr-Wasserfall

## Absturz vom 7. Juni 2021
Am 7. Juni 2021 stürzte gegen 18 Uhr eine große freitragende Travertinplatte auf natürliche Weise ein, nachdem der Travertin und das Moos im Laufe der Zeit an Größe und Gewicht zugenommen hatten und der Bigăr-Wasserfall unter seinem eigenen Gewicht teilweise nachgab. Staatliche Institutionen dementierten die Vermutung von Umweltaktivisten, der Einsturz sei durch die Wasserentnahme einer naheliegenden Forellenzuchtanlage verursacht worden.

## Zugangswege
Die Nationalstraße DN57B führt zum Bigăr-Wasserfall, entweder von Anina über Valea Minișului und Poneasca oder von Iablanița über Bozovici. Vom Wasserfall folgt man einem Fußweg zur etwa 200 Meter entfernten Quelle des Baches Bigăr.